# Ogla Melha
Ogla Melha è un comune dell'Algeria, situato nella provincia di Tébessa.